# Enric Prat de la Riba
Enric Prat de la Riba i Sarrà (pron. catalana: [ənˈrikˈpɾad də lə ˈriβə]; Castellterçol, 29 novembre 1870 – Castellterçol, 1º agosto 1917) è stato un avvocato, giornalista, saggista e politico spagnolo.

## Biografia
Fu il primo presidente (1914-1917) della Mancomunitat de Catalunya e uno dei principali artefici della rinascita del sentimento nazionale catalano nel XIX secolo. Partecipò alla redazione e approvazione delle Bases de Manresa per la Costituzione regionale catalana. La sua opera principale di saggista è lo scritto politico La nacionalitat catalana.